# 8683 Sjölander
8683 Sjölander är en asteroid i huvudbältet som upptäcktes den 2 mars 1992 i samband med det svenska projektet UESAC. Den fick den preliminära beteckningen 1992 EE13 och  namngavs senare efter den tidigare bibliotekarien vid Uppsalaobservatoriet, Nils Göran Sjölander.
Sjölanders senaste periheliepassage skedde den 20 maj 2020.